# Ligardes

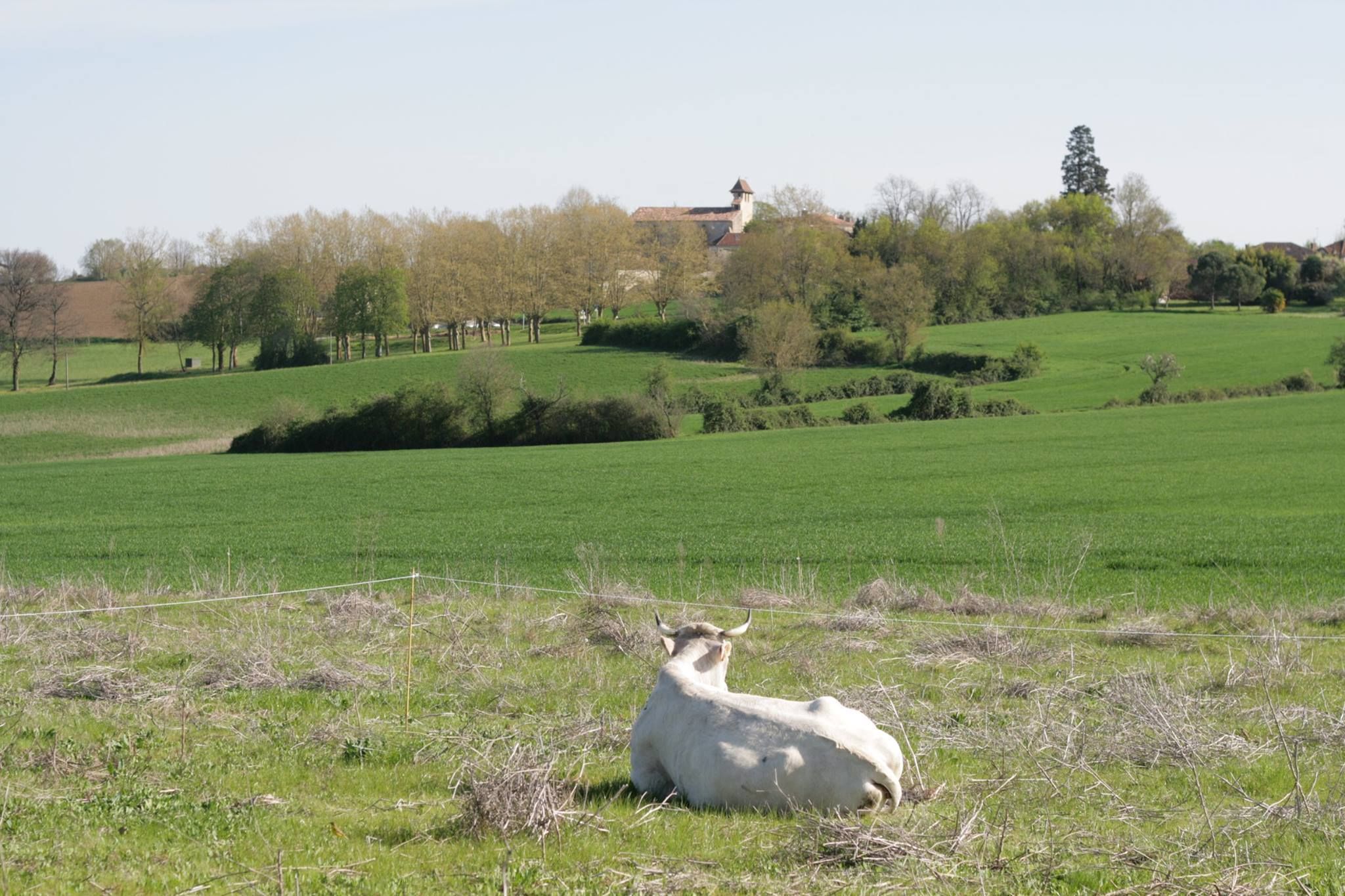
Ligardes

Ligardes è un comune francese di 238 abitanti situato nel dipartimento del Gers nella regione dell'Occitania.

## Società

### Evoluzione demografica
Abitanti censiti